# Future of the past
Future of the past is een studioalbum van Wolfram Spyra, het enige lid van de "muziekgroep" Spyra. Het album verscheen in 1997 en is opgenomen in Kassel (Phön-studio) en Keulen (tracks 2 en 5). Het album bevat elektronische muziek in de stijl van de Berlijnse School. Het bevat vijf relatief lange tracks waarbij veelvuldig gebruik gemaakt wordt van sequencers. Het album werd vergeleken met muziek van Tangerine Dream, Klaus Schulze en Neuronium. Het platenlabel Manikin Records is gespecialiseerd in elektronische muziek.

## Musici
- Spyra – synthesizers, elektronica

## Muziek
| Nr. | Titel                                | Duur  |
| --- | ------------------------------------ | ----- |
| 1.  | non disperdere nell’ambiente, part 1 | 11:51 |
| 2.  | source                               | 15:19 |
| 3.  | non disperdere nell’ambiente, part 2 | 13:31 |
| 4.  | future of the past                   | 14:41 |
| 5.  | One beat-one second                  | 14:36 |

In 2016 werd het album opnieuw uitgegeven, net als in 2001, maar in 2016 met de extra track Message to people in other galaxies (10:14). Beide heruitgaven kregen een nieuwe hoes. De artiestennaam is dan Der Spyra.